# Aega
Aega o Ega (... – Clichy, 642) è stato un nobile franco, maggiordomo di palazzo della Neustria e della Burgundia tra il 639 e il 642 circa.

## Origini
Di Aega si hanno scarse notizie e non si conoscono le sue origini familiari; solo il cronista Fredegario attesta che fosse di nobile origine.

## Biografia
Secondo gli Annales Marbacenses, alla morte del re dei Franchi Sali della dinastia merovingia, Dagoberto I, salì al trono di Neustria e di Burgundia Clodoveo II, sotto la reggenza della madre, Nantechilde, e di Ercinoaldo, maggiordomo di palazzo di entrambi i regni. Invece, secondo Fredegario ed il Chronicon Moissiacense, Ercinoaldo divenne maggiordomo di palazzo durante il terzo anno di regno di Clodoveo, dopo la morte del suo predecessore, Aega, squassato dalla febbre, che era stato reggente con Naintechilde.
Infatti Fredegario scrive che, al sedicesimo anno di regno, Dagoberto I fu colpito da dissenteria e durante la sua malattia Aega, che era maggiordomo di palazzo, governò con la regina Nantechilde.
Durante i primi due anni di regno di Clodoveo II, Aega governò degnamente sia il palazzo che il regno, agendo con prudenza tra gli altri importanti personaggi della Neustria e, dotato di molta pazienza, eccelleva su tutti. Era di estrazione nobile, gran lavoratore, seguace della giustizia, colto nel linguaggio e preparato nelle risposte: era calunniato solo da molti che lo accusavano di essere avido di denaro.
Come già riferito sopra, durante il terzo anno di regno di Clodoveo II, Aega, squassato dalla febbre, morì.
Dopo la morte di Aega, divenne maggiordomo di palazzo del re Clodoveo II, sia in Neustria che in Burgundia, Ercinoaldo, che era consanguineo della madre di Dagoberto I.

## Matrimonio e discendenza
Di Aega non si conosce il nome della moglie, ma Fredegario ci dice che aveva una figlia, che aveva sposato Ermenefrido, che, poco prima della morte del suocero, aveva ucciso un certo Chainulfo e in conseguenza di ciò fu cacciato dal regno, ma trovò rifugio a Reims, nella chiesa di Saint-Rémy. Inoltre l'anonimo cronista continuatore di Fredegario scrive che, nel 680, Ermenefrido prese parte al complotto che portò all'uccisione di Ebroino

### Fonti primarie
- (LA)  Fredegario,  FREDEGARII SCHOLASTICI CHRONICUM CUM SUIS CONTINUATORIBUS, SIVE APPENDIX AD SANCTI GREGORII EPISCOPI TURONENSIS HISTORIAM FRANCORUM..
- (LA) Annales Marbacenses..
- (LA) Monumenta Germaniae historica: Chronicon Moissiacensis. URL consultato il 30 marzo 2020 (archiviato dall'url originale il 3 agosto 2016)..

### Letteratura storiografica
- Christian Pfister, La Gallia sotto i Franchi merovingi. Vicende storiche, in Storia del mondo medievale - Vol. I, Cambridge, Cambridge University Press, 1978,  pp. 688-711.
- Christian Pfister, La Gallia sotto i Franchi merovingi, istituzioni, in Storia del mondo medievale - Vol. I, Cambridge, Cambridge University Press, 1978,  pp. 712-742.